# Konjino
Konjino (cyr. Коњино) – wieś w Serbii, w okręgu jablanickim, w gminie Lebane. W 2011 roku liczyła 806 mieszkańców.